# Telediario Interactivo
Telediario (Telediario Interactivo entre el 16 de agosto de 2005 y el 26 de febrero de 2010) fue un noticiero de la cadena de televisión chilena La Red desde el lunes 23 de agosto de 1999 hasta el viernes 26 de febrero de 2010. Producido por el Departamento de Prensa del canal, bajo la dirección de la periodista María Isabel Matte Velasco.

## Primera etapa (1999-2008)
Telediario Interactivo fue el sucesor de noticieros como Noticias en La Red (1991-1993), Punto (1993-1996) y Hechos (1998-1999), que fueron los informativos principales de La Red. La Red llegó a tener hasta cuatro noticieros diarios, entre sus conductores estuvieron Rodolfo Herrera Llantén, María Inés Alliende, Verónica Venegas, Cecilia Lemaitre, Federico Zabala, Pablo Ignacio Fernández, María Teresa Balmaceda, Bárbara Ackermann, Verónica Díaz, Juan José Pellegrini, Rodolfo Torrealba, Beatriz García-Huidobro, Nicolás Vergara, Eugenio Cornejo, Paulina Yarur, Fernando Paulsen, Silvia Carrasco, Juan José Lavín, Felipe Vidal, entre otros.
Originalmente sus ediciones de mediodía, central y nocturna, tenían una duración que pasaban de los 20 minutos.
A partir del lunes 3 de marzo de 2003, su edición central pasó a durar 60 minutos y se adopta el formato interactivo, el cual daba la oportunidad a que el público pudiese opinar mediante la línea telefónica (223854000), o a través del correo electrónico.
Con el retorno del Departamento de Prensa de La Red, desde el 16 de marzo de 2009 se incluyeron cuatro breves boletines informativos de diez minutos de duración; sin embargo, el formato interactivo no varió.
Otros presentadores insignes de Telediario Interactivo fueron Javier Miranda (que estuvo hasta el 28 de febrero de 2002 y que anteriormente condujo Teletrece) y el periodista Sergio Campos (que estuvo hasta el 28 de octubre de 2005 y que anteriormente condujo Meganoticias y desde 1981 a la actualidad, El Diario de Cooperativa). El 31 de diciembre de 2008 se emitió la última edición de Telediario Interactivo, con esta duración para tomarse un receso durante el verano de 2009.

## Segunda etapa (2009-2010)
El 16 de marzo de 2009 se volvió a emitir Telediario Interactivo, pero con una duración más acotada. Tras esto solo se podía opinar llamando a la línea telefónica, eliminándose las opciones de opinión vía fax, correo electrónico y página web.
En esta segunda etapa, Telediario Interactivo se transmite por primera vez en directo de forma íntegra desde Viña del Mar, todo esto en el marco del Festival de la Canción de Viña del Mar 2010.
En medio de ese certamen, el 26 de febrero de 2010 se emitió por última vez y de forma definitiva, Telediario Interactivo, cerrando La Red definitivamente su Departamento de Prensa, que no volvió a salir al aire sino hasta octubre de ese mismo año.
Es así como desde el 25 de septiembre de 2010 se dio a conocer que La Red volvería a reabrir su Departamento de Prensa desde octubre y que por un tiempo se emitirían cápsulas informativas de 5 a 10 minutos durante la programación, estas con la conducción de los periodistas Felipe Vidal y Mónica Esquivel, reutilizando la marca Noticias en La Red.

## La Pregunta Interactiva (2003-2010)
Como se ha descrito con anterioridad, Telediario Interactivo se caracterizaba por ser el único noticiero de su tipo en el país que permitía interacción directa entre el presentador y el público, a través de llamados telefónicos, correos electrónicos y fax, en los que cada persona podía opinar sobre un tema determinado en la Pregunta interactiva.
Esto, era bien visto por los televidentes, pues al tener un horario distinto al del resto de los noticieros, permitía una mayor interacción entre el presentador y el público.

## Presentadores

### Edición matinal
(1 de abril de 2008 - 28 de noviembre de 2008)  
Lunes a viernes, 06:00 a 08:00 
- Tomás Tupper Baldwin (1 de abril-28 de noviembre de 2008, edición diaria)

### Edición mediodía
(23 de agosto de 1999-26 de febrero de 2010)- Única etapa  

Lunes a viernes, 12:00 a 12:05 (segunda etapa) 
- Javier Miranda (23 de agosto 1999-febrero 2001, febrero 2002; edición diaria)
- Sergio Campos Ulloa (marzo 2001-28 de octubre de 2005, edición diaria)
- Felipe Vidal (abril-23 de agosto de 2002, 7 de enero de 2008-26 de febrero de 2010; edición diaria)
- Cristián Briceño Pérez de Arce (2 de noviembre de 2005-4 de enero de 2008, edición diaria)

### Edición central
(23 de agosto de 1999-26 de febrero de 2010)- Única etapa  

Lunes a viernes, 17:50 a 18:00 / 21:55 a 22:00 (segunda etapa) 
- Javier Miranda (23 de agosto de 1999-28 de febrero de 2002, edición diaria y de fin de semana)
- María Elena Dressel (2000, fines de semana)
- Sergio Campos (4 de marzo-23 de agosto de 2002, edición diaria; 2002-2005, fines de semana)
- Felipe Vidal Cuevas (2000-2002, 26 de agosto de 2002-31 de diciembre de 2007, edición de fin de semana por medio y edición diaria; marzo 2009-febrero 2010, edición diaria)
- Macarena Santelices (2002-2003, fines de semana)
- Fernando Galmes (2003-2005, fines de semana)
- Cynthia Cooper Gruss (febrero 2004, fines de semana)
- Fernanda Hansen (noviembre 2005-febrero 2006, fines de semana)
- Patricia de la Sotta Lazzerini (febrero-septiembre 2006, fines de semana)
- Cristián Briceño (2005-2007, fines de semana; 7 de enero-31 de diciembre de 2008, edición diaria)
- María Luisa Godoy (octubre 2006-diciembre 2008, fines de semana)
- Tomás Tupper (octubre 2006-diciembre 2008, fines de semana)
- Mónica Esquivel Gómez (enero-diciembre 2008, fines de semana)

### Edición nocturna
(23 de agosto de 1999-26 de febrero de 2010)- Única etapa  

Lunes a viernes, después de Nunca es tarde (segunda etapa) 
- Santiago del Campo Edwards (23 de agosto de 1999-24 de marzo de 2000, edición diaria)
- Josette Grand (febrero 2000, edición diaria)
- Felipe Vidal (27 de marzo de 2000-junio 2002, 20 de agosto de 2002-enero 2003, edición diaria)
- Macarena Santelices Cañas (junio-20 de agosto de 2002, febrero-abril 2003; edición diaria)
- Fernando Galmes Truffello (abril 2003-junio 2005, edición diaria)
- Cynthia Cooper Gruss (febrero 2004, edición diaria)
- Javiera Stipicic (febrero 2005, edición diaria)
- Cristián Briceño (enero-28 de octubre de 2005, edición diaria)
- Fernanda Hansen (2 de noviembre de 2005-enero 2006, edición diaria)
- Patricia de la Sotta Lazzerini (febrero-agosto 2006, edición diaria)
- Tomás Tupper (septiembre 2006-diciembre 2007, marzo 2009-febrero 2010, edición diaria)
- Mónica Esquivel (7 de enero-30 de diciembre de 2008, edición diaria)